# Cristian (okręg Braszów)
Cristian – wieś w Rumunii, w okręgu Braszów, w gminie Cristian. W 2011 roku liczyła 4490 mieszkańców.